# اوئنوهارا، یاماناشی
اوئنوهارا در استان یاماناشی در کشور ژاپن واقع شده‌است که دارای جمعیت ۲۸٬۲۹۵ نفر و مساحت ۱۷۰٫۶۵ کیلومتر مربع با تراکم جمعیت ۱۶۶ نفر در کیلومترمربع است و در تاریخ ۱۳ فوریه ۲۰۰۵ به عنوان شهر شناخته شد.